# Diaspora (server)
 For alternative betydninger, se Diaspora (flertydig). (Se også artikler, som begynder med Diaspora)
Diaspora er en webserver, der muliggør en distribueret social netværkstjeneste, som i funktionalitet på mange måder minder om Facebook. Den distribuerede funktionalitet består i, at brugere med Diaspora-softwaren selv opretter Diaspora-servere (kaldet pods), der er indbyrdes forbundne, hvorved ingen central myndighed forekommer.
Projektet er open source og 2012 overgivet til brugere selv at udvikle videre på.